# 1986-os MTV Video Music Awards
Az 1986-os MTV Video Music Awards díjátadója 1986. szeptember 5-én került megrendezésre, és a legjobb, 1985. május 2-ától 1986. május 1-ig készült klipeket díjazta. Az est házigazdái az MTV műsorvezetői voltak: Downtown Julie Brown, Mark Goodman, Alan Hunter, Martha Quinn és Dweezil Zappa. A díjátadó több helyszínen zajlott, elsősorban a New York-i Palladiumban, valamint a Los Angeles-i Gibson Amphitheatre-ben. A show további részeit Londonban, Miamiban és New Haven-ben tartották.
Az est legnagyobb győztese, és az egyik legtöbbet jelölt előadó a norvég a-ha formáció volt, amely tizenegy jelölésből nyolcat váltott díjra. A Take on Me című dalukhoz készült klip nyolc jelölést kapott, ebből hatszor nyert, beleértve a Közönségdíjat is. A The Sun Always Shines on T.V.-t három díjra jelölték, ebből kettőt meg is kapott.
A másik legtöbbet jelölt előadó a Dire Straits volt, ők a Money for Nothing klipjéért kaptak tizenegy jelölést. Két kategóriában győztek, köztük Az év videója kategóriában. A Money for Nothing az 1986-os VMA legtöbbet jelölt videója.

## Jelöltek
A győztesek félkövérrel vannak jelölve.

### Az év videója
- a-ha — Take on Me
- Dire Straits — Money for Nothing
- Godley & Creme — Cry
- Robert Palmer — Addicted to Love
- Talking Heads — Road to Nowhere

### Legjobb férfi videó
- Bryan Adams — Summer of '69
- Phil Collins — Take Me Home
- Robert Palmer — Addicted to Love
- Bruce Springsteen — Glory Days
- Sting — If You Love Somebody Set Them Free

### Legjobb női videó
- Kate Bush — Running Up That Hill
- Aretha Franklin — Freeway of Love
- Whitney Houston — How Will I Know
- Grace Jones — Slave to the Rhythm
- Tina Turner — We Don't Need Another Hero

### Legjobb csapatvideó
- a-ha — Take on Me
- Dire Straits — Money for Nothing
- INXS — What You Need
- The Rolling Stones — Harlem Shuffle
- Talking Heads — And She Was

### Legjobb új előadó egy videóban
- a-ha — Take on Me
- The Hooters — And We Danced
- Whitney Houston — How Will I Know
- Pet Shop Boys — West End Girls
- Simply Red — Holding Back the Years

### Legjobb koncepcióvideó
- a-ha — Take on Me
- Dire Straits — Money for Nothing
- Godley & Creme — Cry
- Talking Heads — And She Was
- Talking Heads — Road to Nowhere

### Legtöbbet újító videó
- a-ha — Take on Me
- Pat Benatar — Sex as a Weapon
- Dire Straits — Money for Nothing
- X — Burning House of Love
- ZZ Top — Rough Boy

### Legjobb színpadi teljesítmény
- Bryan Adams és Tina Turner — It's Only Love
- Dire Straits — Money for Nothing
- Huey Lewis and the News — The Power of Love
- Robert Palmer — Addicted to Love
- Pete Townshend — Face the Face

### Legjobb klipbeli alakítás
- David Bowie és Mick Jagger — Dancing in the Street
- Dire Straits — Money for Nothing
- Robert Palmer — Addicted to Love
- Bruce Springsteen — Glory Days
- Sting — If You Love Somebody Set Them Free

### Legjobb rendezés
- a-ha — Take on Me (Rendező: Steven Barron)
- Pat Benatar — Sex as a Weapon (Rendező: Daniel Kleinman)
- Dire Straits — Money for Nothing (Rendező: Steven Barron)
- X — Burning House of Love (Rendező: Daniel Kleinman)
- ZZ Top — Rough Boy (Rendező: Steven Barron)

### Legjobb koreográfia
- Pat Benatar — Sex as a Weapon (Koreográfus: Russell Clark)
- Morris Day — The Oak Tree (Koreográfus: Russell Clark és Morris Day)
- Madonna — Dress You Up (Koreográfus: Brad Jefferies)
- Madonna — Like a Virgin (koncertfelvétel) (Koreográfus: Brad Jefferies)
- Prince and The Revolution — Raspberry Beret (Koreográfus: Prince)

### Legjobb speciális effektek
- a-ha — Take on Me (Speciális effektek: Michael Patterson és Candace Reckinger)
- Pat Benatar — Sex as a Weapon (Speciális effektek: Daniel Kleinman és Richard Uber)
- Dire Straits — Money for Nothing (Speciális effektek: Ian Pearson)
- X — Burning House of Love (Speciális effektek: Daniel Kleinman)
- ZZ Top — Rough Boy (Speciális effektek: Max Anderson és Chris Nibley)

### Legjobb művészi rendezés
- a-ha — The Sun Always Shines on T.V. (Művészi rendezés: Stefan Roman)
- Pat Benatar — Sex as a Weapon (Művészi rendezés: Daniel Kleinman)
- Dire Straits — Money for Nothing (Művészi rendezés: Steven Barron)
- Honeymoon Suite — Feel It Again (Művészi rendezés: David Brockhurst)
- ZZ Top — Rough Boy (Művészi rendezés: Ron Cobb)

### Legjobb vágás
- a-ha — The Sun Always Shines on T.V. (Vágó: David Yardley)
- Pat Benatar — Sex as a Weapon (Vágó: Richard Uber)
- Dire Straits — Money for Nothing (Vágó: David Yardley)
- X — Burning House of Love (Vágó: Dan Blevins)
- ZZ Top — Rough Boy (Vágó: Richard Uber)

### Legjobb operatőr
- a-ha — The Sun Always Shines on T.V. (Operatőr: Oliver Stapleton)
- Pat Benatar — Sex as a Weapon (Operatőr: Peter Mackay)
- Joe Walsh — The Confessor (Operatőr: Jan Keisser)
- X — Burning House of Love (Operatőr: Ken Barrows)
- ZZ Top — Rough Boy (Operatőr: Chris Nibley)

### Közönségdíj
- a-ha — Take on Me
- Dire Straits — Money for Nothing
- Godley & Creme — Cry
- Robert Palmer — Addicted to Love
- Talking Heads — Road to Nowhere

### Életmű-díj
- Madonna
- Zbigniew Rybczyński

### Különleges elismerés
- Bill Graham
- Jack Healey

## Fellépők
- Robert Palmer — Addicted to Love
- The Hooters — And We Danced/Nervous Night
- The Monkees — I'm a Believer/Daydream Believer
- 'Til Tuesday — What About Love
- INXS — What You Need
- Van Halen — Best of Both Worlds/Love Walks in
- Mr. Mister — Kyrie/Broken Wings
- Simply Red — Holding Back the Years/Money's Too Tight (To Mention)
- Whitney Houston — How Will I Know/Greatest Love of All
- Pet Shop Boys — Love Comes Quickly/West End Girls
- Tina Turner — Typical Male
- Genesis — Throwing It All Away

## Résztvevők
- Jay Leno — átadta a Legjobb klipbeli alakítás díjat
- Robin Williams — átadta a Legjobb új előadó egy videóban díjat
- Mark Goodman — átadta a Legjobb színpadi teljesítmény díjat
- Janet Jackson — átadta a Legjobb koreográfia díjat díjat
- Bobcat Goldthwait — átadta a Legtöbbet újító videó díjat
- David Lee Roth — átadta a Legjobb csapatvideó díjat
- Robert Palmer — átadta az Életmű-díjat
- Van Halen — átadta a Közönségdíjat
- Paul McCartney — átadta a Legjobb női videó díjat
- Belinda Carlisle — átadta a Legjobb férfi videó díjat
- Don Henley — átadta a Az év videója díjat